# 布魯涅季夫卡
51°28′41″N 24°32′41″E / 51.47806°N 24.54472°E
布魯涅季夫卡（烏克蘭語：Брунетівка），是烏克蘭的村落，位於該國西部沃倫州，由科韋利區負責管轄，始建於1887年，面積1.87平方公里，海拔高度167米，2001年人口327，人口密度每平方公里175.15人。